# 2650 Elinor
A 2650 Elinor (ideiglenes jelöléssel 1931 EG) a Naprendszer kisbolygóövében található aszteroida. Max Wolf fedezte fel 1931. március 14-én.